# Coja
Coja (auch Côja) ist eine Kleinstadt (Vila) und ehemalige Gemeinde in Portugal. Sie liegt am Fluss Alva.

## Geschichte
Funde belegen eine vorgeschichtliche Besiedlung. Die Römer hinterließen hier zahlreiche Spuren, während wir heute von der Anwesenheit der im 8. Jahrhundert hier eingetroffenen Araber weniger wissen. Die hier zu findenden Erze wie Blei oder das an den Schwemmufern des Flusses Alva ausgewaschene Gold waren ein Grund für die Besiedlungen, neben den fruchtbaren Böden.
Der Ort wurde im Zuge der Reconquista neu besiedelt. 1122 gab D. Teresa die Burg Coja für die Burgen Soure und Santa Olaia her, und Coja kam in der Folge an die Kathedrale (Sé) von Coimbra. Im Zuge der Kämpfe um die Konsolidierung des 1140 gegründeten Königreichs Portugal wurde Coja zerstört. Bischof Edgas de Fafes ließ Coja danach neu besiedeln und machte es 1260 zum Sitz eines Kreises mit seinen ersten Stadtrechten. Der von König D. Dinis angeordnete Neubau der Burg von Coja wurde 1335 abgeschlossen.
1514 erneuerte König D. Manuel I. die Stadtrechte. Im Verlauf der verschiedenen Verwaltungsreformen nach der Liberalen Revolution 1822 und dem folgenden Miguelistenkrieg wurde der Kreis Coja am 31. Dezember 1853 aufgelöst und Arganil angegliedert.
Mit der Gebietsreform 2013 wurde die Gemeinde Coja aufgelöst und mit Barril de Alva zusammengeschlossen.

## Verwaltung
Coja war eine Gemeinde (Freguesia) des Kreises (Concelho) von Arganil, im Distrikt Coimbra. In der Gemeinde lebten 1427 Einwohner auf einer Fläche von 20,95 km² (Stand 30. Juni 2011).
Folgende Ortschaften liegen in der früheren Gemeinde Coja:
| - Bairro das Ladeiras - Casal - Casal Mourão - Coja - Esculca - Foz Mosqueiros - Gândara | - Machorro - Martim Vaz - Medas - Paço - Pinheiro Jardim - Pisão - Quinta da Meda | - Quinta dos Vales - Salgueiral - Sandinhos - Senhora da Ribeira - Vale da Fonte - Vale do Carro - Valeiro da Barca |

Im Zuge der administrativen Neuordnung zum 29. September 2013 wurde Coja mit Barril de Alva zur neuen Gemeinde União das Freguesias de Côja e Barril de Alva zusammengefasst. Coja wurde Sitz der neuen Gemeinde Hauptsitz der neuen Gemeinde ist Coja.

## Söhne und Töchter der Gemeinde
- José Alves Matoso (1860–1952), Bischof von Guarda